# Opius andigeni
Opius andigeni är en stekelart som beskrevs av Fischer 1966. Opius andigeni ingår i släktet Opius och familjen bracksteklar. Inga underarter finns listade i Catalogue of Life.